# Lecáun
Lecáun es un lugar español del municipio de Ibargoiti, perteneciente a la Comunidad Foral de Navarra.

## Toponimia
El lugar se conoce en euskera como Lekaun.

## Historia
Hacia mediados del siglo XIX, el lugar, ya por entonces perteneciente a Ibargoiti, tenía contabilizada una población de 60 habitantes. Aparece descrito en el décimo volumen del Diccionario geográfico-estadístico-histórico de España y sus posesiones de Ultramar de Pascual Madoz con las siguientes palabras:

LECAUN: l. del valle y ayunt. de Ibargoiti, prov. y c. g. de Navarra, aud. terr. y dióc. de Pamplona (4 leg.), part. jud. de Aoiz (3): sit. al S. y falda de la sierra de Izaga, y á la izq. del camino real de Pamplona á Sangüesa; clima frio y saludable: tiene 5 casas ant. de pocas comodidades, igl. parr. (San Bartolomé), de entrada, servida por un abad de provision de la casa de Garcés de los Fayos, cementerio y una fuente de aguas buenas y cristalinas. El term. se estiende 1/2 leg. de N. á S. y 1/4 de E. á O., y confina N. la sierra de Izaga; E. Sangariz, S. Abinzano, y O. Idocin. El terreno es secano y poco productivo; le cruza un arroyo que se incorpora luego al r. de Monreal: por N. y S. hay montes robledales en buen estado y algunos trozos de pinar: las canteras de piedra son escelentes. caminos: el real de Pamplona á Sangüesa: tiene una venta junto al pueblo. El correo se recibe de Monreal. prod.: trigo, avena, con algo de habas, maiz y patatas; cria ganado vacuno y lanar, y se cazan perdices, liebres, corzos y lobos. pobl.: 8 vec., 60 alm. riqueza: con el valle (V.) Este l. pertence á la casa de los Radas, que se distinguió en todos tiempos en la carrera de las armas.
(Madoz, 1847, p. 112)

En 2023, la entidad singular de población tenía empadronados 3 habitantes.